# Félix Bloch
Pour les articles homonymes, voir Bloch.
Felix Bloch (23 octobre 1905 – 10 septembre 1983) est un physicien suisse, surtout actif aux États-Unis. Edward Mills Purcell et lui sont colauréats du prix Nobel de physique de 1952 « pour leur développement de nouvelles méthodes de mesures magnétiques nucléaires fines et les découvertes qui en ont découlé », notamment la résonance magnétique nucléaire (RMN).

## Biographie
Né dans une famille juive à Zurich en Suisse, il y fit ses études, notamment à l'École polytechnique fédérale de Zurich. D'abord inscrit en ingénierie, il changea rapidement pour la physique. Après 1927, il poursuivit ses études de physique à l'Université de Leipzig, soutenant son doctorat en 1928. Sa thèse doctorale établit la théorie quantique de l'état solide, à l'aide des ondes de Bloch pour décrire les électrons.
Il est resté ensuite en Allemagne, étudiant avec Werner Heisenberg, Wolfgang Pauli, Niels Bohr et Enrico Fermi. En 1933, il quitta l'Allemagne, pour travailler à l'université Stanford en 1934. Il a été naturalisé américain en 1939. Pendant la Seconde Guerre mondiale, il a travaillé sur l'énergie nucléaire au Laboratoire national de Los Alamos, avant de démissionner pour rejoindre le projet du radar à Harvard.
Après la guerre, il s'est concentré sur des recherches sur l'induction nucléaire et la résonance magnétique nucléaire. En 1946 il a proposé les équations de Bloch qui déterminent l'évolution dans le temps de la magnétisation nucléaire. Ces recherches sont à la base de la spectroscopie RMN qui sert à l'identification des composés chimiques, et aussi de l'imagerie par résonance magnétique développée pendant les années 1970. Il a reçu conjointement avec Edward Mills Purcell le prix Nobel de physique en 1952 « pour leur développement de nouvelles méthodes de mesures magnétiques nucléaires fines et les découvertes qui en ont découlé ».
En 1954-1955, il a été le premier directeur du CERN. En 1961, il est devenu professeur de physique Max Stein à l'Université Stanford. Son épouse est décédée en 1996 à 85 ans.

## Roman
Le Faussaire, l’espionne et le faiseur de bombes, roman d'Alex Capus (2012), entremêle et décrit la trajectoire de Félix Bloch ainsi que celle de deux autres personnages réels, le dessinateur et peintre Émile Gilliéron (1885-1939) et Laura D'Oriano (it)  (1911-1943).